# Вожин
Вожи́н (фр. Vaugines) — коммуна во французском департаменте Воклюз региона Прованс — Альпы — Лазурный Берег. Относится к кантону Кадене.	

## Географическое положение

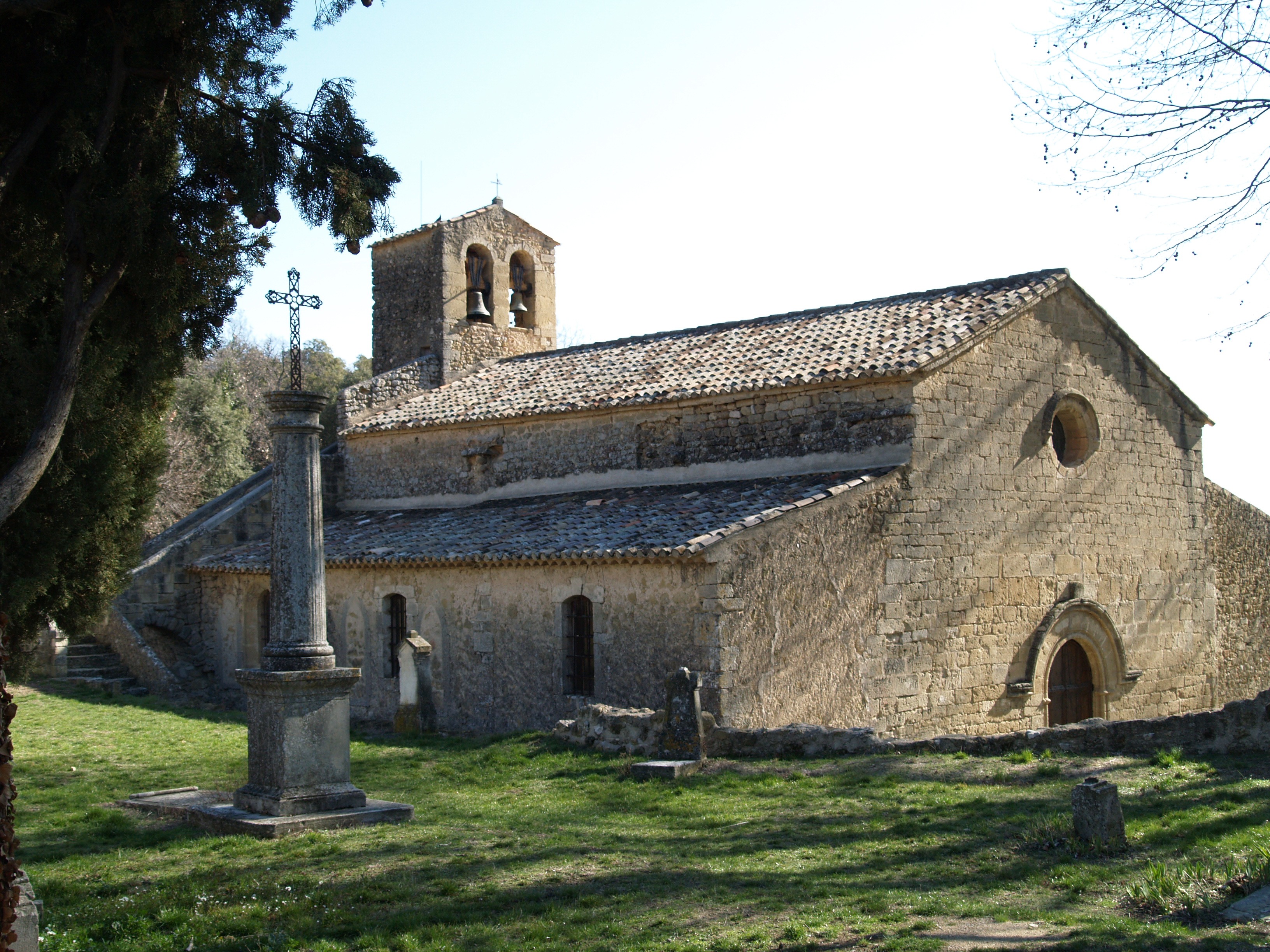
Церковь Сен-Пьер-Сен-Бартелеми, XII век.

Вожин расположен в 55 км к востоку от Авиньона. Соседние коммуны: Кабриер-д'Эг и Кюкюрон на востоке, Ансуи на юго-востоке, Кадене на юго-западе, Пюйвер и Лурмарен на западе.
Находится в региональном природном парке Люберона.

## Демография
Население коммуны на 2010 год составляло 526 человек.
| 1962 | 1968 | 1975 | 1982 | 1990 | 1999 | 2010 |
| ---- | ---- | ---- | ---- | ---- | ---- | ---- |
| 245  | 225  | 216  | 253  | 325  | 466  | 526  |

## Достопримечательности
- Усадьба де Бульер, памятник истории.
- Церковь Сен-Пьер-Сен-Бартелеми, сооружена в XII веке в романском стиле, памятник истории. Церковь стала особенно известна благодаря фильмам «Жан де Флоретт» и «Манон с источника» (оба 1986 года) режиссёра Клода Берри.